# The Three Degrees
The Three Degrees — американський жіночий соул і диско гурт.
Утворений у середині 1960-х років у Філадельфії. До складу групи ввійшли: Фейтт Пікні (Fayette Pickney) — вокал, Лінда Тернер (Linda Turner) — вокал та Ширлі Портер (Shirley Porter) — вокал.
Популяризував це жіноче тріо продюсер та композитор Річард Барретт, з яким 1965 року Three Degrees дебютували хіт-синглом «Gee Baby (I'm Sorry)». Черговим хітом став також твір «Look In My Eyes», однак наступного (ним виявилась композиція «Maybe» з репертуару The Chantels) довелося чекати аж до 1970 року. Тим часом у складі групи відбулись персональні зміни: на місце Тернер і Портер запросили Шейлу Фергюсон (Sheila Ferguson) та Валері Холідей (Valerie Holiday).
Золотий період у кар'єрі тріо почався з появою їхніх записів для фірми "Philadelphia International*. Разом з гуртом MFSB Three Degrees підкорили вершину американського чарту твором «TSOP (The Sound of Philadelphia)» з популярної телевізійної програми «Soul Train». Міжнародну популярність гурту принесли також сингли 1974 року «Year Of Decision» та «When Will I See You Again?»
Виступи Three Degrees виявили зацікавленість до тріо з боку британської публіки. Внаслідлок цього високі позиції у британському чарті займали сингли «Таке Good Care Of Yourself» (1975 рік), а також «Woman In Love» та My Simple Heart" (обидва 1979 року). На записаному ще 1976 року альбомі «Standing Up Fore Love» з'явилась вокалістка Хелен Скотт (Helen Scott). Контракт з фірмою «Ariola» виявився поворотом до малоамбітних концертних виступів вродливих співачок. Проте у Британії до прихильників Three Degrees належали особи з королівської сім'ї, тому не дивно, що у 1980-х роках дівчата осіли у цій країні, пропонуючи свої виступи у різних нічних клубах.

## Дискографія
- 1970: Maybe
- 1974: Three Degrees
- 1975: International
- 1975: So Much In Love
- 1975: Take Good Care Of Yourself
- 1975: Three Degrees Live
- 1975: Three Degrees Live In Japan
- 1977: Standing Up For Love
- 1978: The Three Degrees
- 1978: Ne Dimensions
- 1979: 3 D
- 1980: Gold
- 1981: Hits Hits Hits
- 1984: 20 Golden Greats
- 1989: Three Degrees & Holding
- 1994: Very Best Of The Three Degrees
- 1995: Three Degrees & Friends
- 1996: Roulette Years
- 1996: Best Of The Three Degrees: When Will I See You Again
- 1998: Greatest Hits Remixes
- 1998: Turnin' Up The Heat